# Orchestra Națională Radio

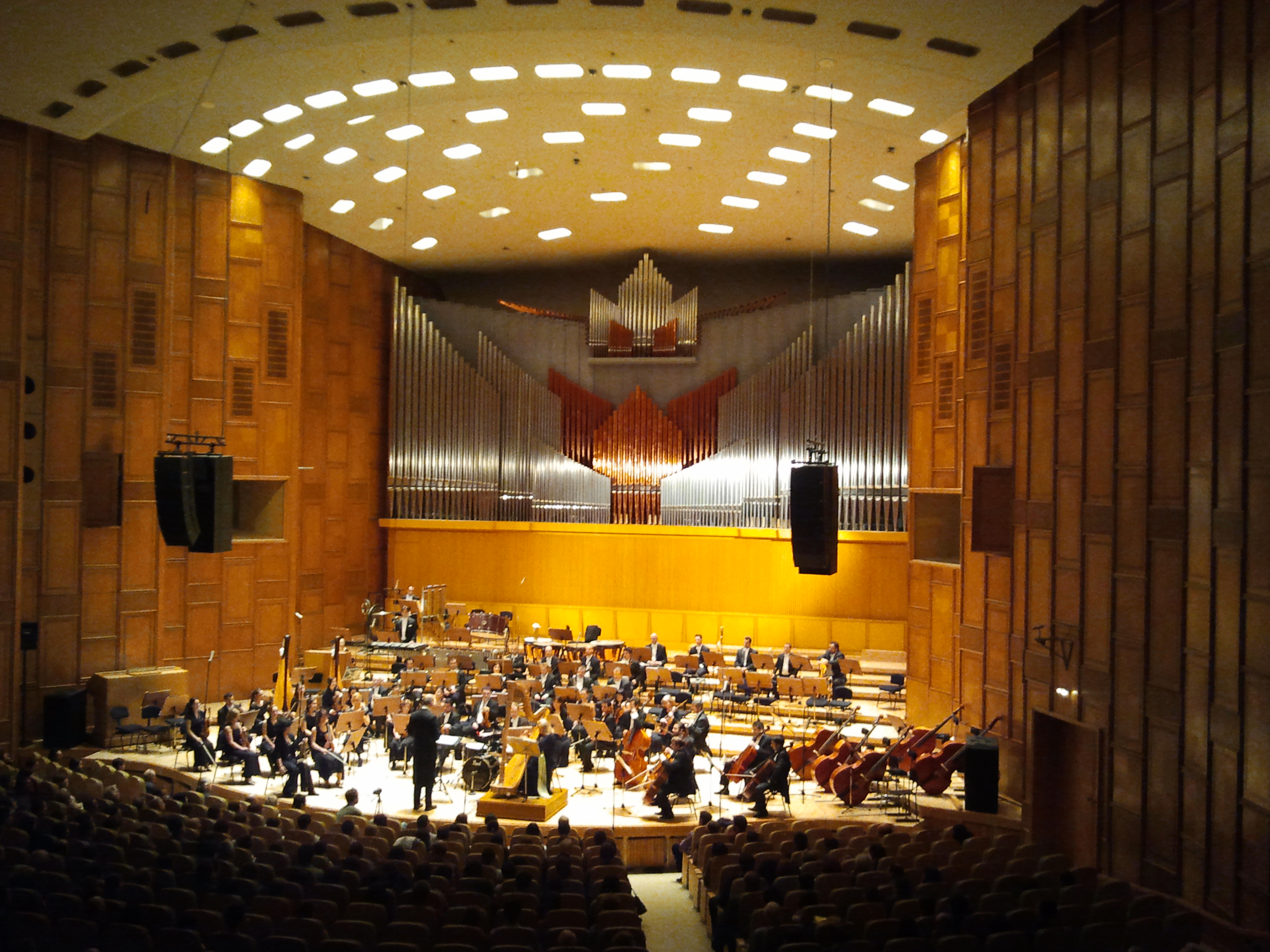
Orchestra Naționala Radio concertând în 2013

Orchestra Națională Radio este ansamblul simfonic care își desfășoară activitatea artistică în cadrul Orchestrelor și Corurilor Radio România. Orchestra Națională Radio își prezintă stagiunea de concerte în Studioul de concerte „Mihail Jora”, așa numita Sala Radio, situată în București, str. General Berthelot, nr. 60-64.

## Istoric
Profilul, repertoriul și istoria Orchestrei Naționale Radio definesc aproape un secol de cultură națională în domeniul interpretării și difuzării muzicii în România.
Odată cu momentul lansării postului public de radio, în 1928, s-a înființat - din inițiativa și sub conducerea compozitorului Mihail Jora - Orchestra Simfonică Radio. La pupitrul ansamblului au fost prezenți, de-a lungul deceniilor, maeștrii artei dirijorale românești, de la Ionel Perlea, Alfred Alessandrescu, Theodor Rogalski sau Constantin Silvestri, la Iosif Conta, Emanuel Elenescu, Horia Andreescu,  precum și invitați de prestigiu ca George Enescu, Sergiu Comissiona, Ion Baciu, Cristian Mandeal, Christian Badea. În prezent, Tiberiu Soare ocupă funcția de dirijor principal al Orchestrelor și Corurilor Radio România. 
În ultimele decenii, pe afișele Orchestrei Naționale Radio au figurat nume mari ale școlii românești de muzică, dar și prestigioși invitați din lumea concertistică internațională.
Printre aceștia, se pot amintim următorii, 
- dirijorii - Theodor Rogalski, Carlo Zecchi, Igor Markevitch, Ion Marin, Michel Plasson, Maxim Șostakovici, Neil Thomson, Matthias Manasi,[1] Julien Salemkour;
- soliști vocali celebri ca Montserrat Caballé, Eliane Coelho, Ileana Cotrubaș, Ruxandra Donose, Angela Gheorghiu, Teodora Gheorghiu, Cynthia Laurence, Elena Moșuc, Placido Domingo, Luciano Pavarotti;
- mari pianiști - Radu Lupu, Marta Argerich, Valentin Gheorghiu, Dan Grigore, Sviatoslav Richter, Mihaela Ursuleasa, Horia Mihail;
- violoniști - Yehudi Menuhin, Isaac Stern, David Oistrah, Maxim Vengerov, Vadim Repin, Alexandru Tomescu;
- violonceliști - Natalia Gutman, Mstislav Rostropovici, Franz Helmerson, Alexandr Rudin.

Un aspect important de remarcat este repertoriul vast al ansamblului, prin cerința de a fi cuprinse genurile muzicale reprezentative ale tuturor epocilor, de la muzica barocului la lucrări ale contemporaneității. Totodată, mai mult decât oricare formație de profil simfonic, Orchestra Națională Radio răspunde misiunii difuzării creației componistice naționale. Formația este ansamblul cu cel mai mare număr de prime audiții ale compozitorilor români, promovând creațiile acestora în sala de concert, pe calea undelor, prin înregistrări speciale pentru disc și Fonoteca de Aur, unele interpretări fiind preluate de Uniunea Europeană de Radio.  
Aflată la nivelul celor mai importante ansambluri orchestrale aparținând radiodifuziunilor europene, producția acestei orchestre de elită a fost onorată și cu importante distincții naționale și internaționale pentru discurile realizate: Charles Cros - Franța; Puerta del Sol - Uruguay, Koussevitzky- SUA. 
Orchestra Națională Radio s-a impus și în afara țării prin turneele întreprinse - Franța, Italia, Germania, Spania, Elveția, Rusia, Ungaria, Turcia, Bulgaria, Cipru, Grecia, Japonia, China - și prin participările la festivaluri internaționale, evenimente care i-au confirmat pretutindeni prestigiul.

## Discografie parțială
- CD

- ELCD 112  AAD

Maurice Ravel - Bolero
Orchestra Radioteleviziunii Române
Dirijor Carlo Felice Cillario 	
- ELCD 114  AAD

Miniaturi simfonice
Orchestra Radioteleviziunii Române Dirijor Iosif Conta
- EDC 251  ADD

Valentin Gheorghiu
Edvard Grieg: Concertul pentru pian si orchestra în la minor, op.16
Orchestra simfonica a Radioteleviziunii
Dirijor: Richard Schumacher 	
- EDC 273   DDD

George Enescu
Simfonia nr.1 în Mi bemol major, Op.13
Simfonia de scoala nr.4 în Mi bemol major
Orchestra Nationala Radio
Dirijor: Horia Andreescu
Olympia, Londra  si Electrecord 
- EDC 274   DDD

George Enescu
Simfonia nr.2 în La  major, Op.17
Rapsodia Româna nr.1 în La major op.11
Rapsodia Româna nr.2 în Re major op.11
Orchestra Nationala Radio
Dirijor: Horia Andreescu
Olympia, Londra  si Electrecord  	
- EDC 275   DDD

George Enescu
Simfonia nr.3 în Do  major, Op.21
Poema Româna, op.21
Orchestra Nationala Radio
Dirijor: Horia Andreescu
Olympia, Londra  si Electrecord
- EDC 278   DDD

George Enescu
Suita nr.2 pentru orchestra in Do major, op.20
Suita nr.3 pentru orchestra ("Sateasca"), op.27
Uvertura de concert pe teme în caracter popular românesc, op.32
Andantino (1896)
Orchestra Nationala Radio
Dirijor: Horia Andreescu
Olympia, Londra  si Electrecord 	
- EDC 279   DDD

George Enescu
Vox Maris (Poem simfonic) op.31
Simfonia de scoala nr.1 în re minor (1895)
Balada pentru vioara si orchestra, op.4a
Solista: Cristina Anghelescu
Orchestra Nationala Radio
Dirijor: Horia Andreescu
Olympia, Londra  si Electrecord
George Enescu
Simfonia nr. 5
Rapsodiile 1 si 2
Orchestra Nationala Radio
Dirijor: Horia Andreescu
Editura "Casa Radio" 	George Enescu - Constantin Silvestri
Rapsodiile nr.1 si 2
3 piese pentru orchestra de coarde
Orchestra Nationala Radio
Dirijor: Horia Andreescu
Intercont Music
- EDC 321  ADD

Ludwig van Beethoven
Simfonia Nr.9 în re minor, Op.125
Orchestra Simfonica si Corul Radiodifuziunii Române
Dirijor: Iosif Conta
Solisti:  Emilia Petrescu -soprana
Martha Kessler - mezzo soprana
Ludovic Spiess - tenor
Helge Bomches - bas 	
- EDC 352  ADD

Ion Voicu
H. Wieniawsky
Concertul nr.2 pentru vioara si orchestra în re minor, op.22
Orchestra simfonica a Radioteleviziunii
Dirijor:Iosif Conta
- DDD

Dana Borsan
Franz Liszt
Concert pentru pian si orchestra nr.2 în La major
Parafraza pentru "Dies Irae" pentru pian si orchestra
Hans Wolf
Concert pentru pian si orchestra în do diez minor
Orchestra Nationala Radio
Dirijor: Ludovic Bacs 	
- DDD

Dana Borsan
Frederic Chopin
Concert pentru pian si orchestra nr.2 în fa minor op.2
Maurice Moszkowski
Concert pentru pian si orchestra în Mi major op.59
Orchestra Nationala Radio
Dirijor: Ludovic Bacs
- IMCD 1109

Perrenial Romania
Ciprian Porumbescu
Balada op.29
George Enescu
Rapsodia Româna în la major op.11, nr.1
Constantin Dumitrescu
Dans taranesc op.15
Martian Negrea
Isbuc (Tarantella) din suita "Muntii Apuseni"
Theodor Rogalski
Joc din Ardeal
Gaida
Hora din Muntenia
Paul Constantinescu
Olteneasca
Sabin Dragoi
Colinda din "Divertisment Rustic"
Constantin Silvestri
10,11,12 Trei piese pentru orchestra de coarde
George Enescu
Rapsodia Româna în re major op.11, nr.2
Dirijor: Horia Andreescu (2,8,9)
Petre Bocotan (4,7)
Iosif Conta (5,6)
Paul Popescu (3)
Madalin Voicu (1)
Solist:  Ion Voicu (1) 	Tiberiu Olah
Simfonia a 3-a
Orchestra Nationala Radio
Dirijor: Horia Andreescu
Attaca, Olanda
- LP

- Tiberiu Olah

Armonii 4
Orchestra Nationala Radio
Dirijor: Horia Andreescu
Electrecord  	Mihai Moldovan
- Crochiu pentru un spatiu mioritic

Orchestra Nationala Radio
Dirijor: Horia Andreescu
Electrecord

## Dirijori permanenți ai Orchestrei Naționale Radio
- Alfred Alessandrescu
- Horia Andreescu
- Iosif Conta
- Emanuel Elenescu
- Mihail Jora
- Ionel Perlea
- Paul Popescu
- Mendi Rodan
- Theodor Rogalski
- Constantin Silvestri
- Tiberiu Soare